# Локалидад син Номбре, Рамон Круз Угарте (Текпатан)
Локалидад син Номбре, Рамон Круз Угарте (шп. Localidad sin Nombre, Ramón Cruz Ugarte) насеље је у Мексику у савезној држави Чијапас у општини Текпатан. Насеље се налази на надморској висини од 140 м.

## Становништво
Према подацима из 2005. године у насељу је живело 7 становника.

### Хронологија
| Година       | 2005 |
| ------------ | ---- |
| Становништво | 7    |

### Попис
| # | Индикатор                        | Вредност |
| - | -------------------------------- | -------- |
| 1 | Укупно појединачних домаћинстава | 1        |